# Schmendrick
Schmendrick este un personaj din romanul Ultima licornă de Peter S. Beagle. El este magician ratat care călătorește alături de Baba Fortuna și o ajută pe licornă să-și găsească suratele. Deși știe să facă doar trucuri mărunte, în situații limită are acces la puteri magice deosebite, în care reușește să-l facă real pe Robin Hood și o preschimbă pe licornă în femeie, apoi înapoi, pentru a o proteja de Taurul Stacojiu. Numele său este o parodie după personajul de bandă desenată "Mandrake the Magician".